# Carl Philipp Stamitz
Carl Philipp Stamitz (in Tsjechië  ook: Karel Filip Stamic) (Mannheim, Baden-Württemberg, 7 mei 1745 – Jena, Thüringen, 9 november 1801) was een Duits componist en violist van Boheemse afkomst

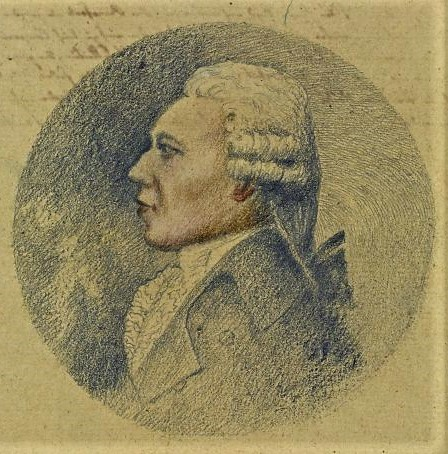
Carl Stamitz

## Levensloop
Carl Stamitz werd door zijn vader Johann Wenzel Anton Stamitz en na diens vroege overlijden door Ignaz Holzbauer, Christian Cannabich en František Xaver Richter opgeleid. Van 1762 tot 1770 was hij 2e violist in de befaamde Mannheimer Hofkapelle. Vanzelfsprekend leerde hij het hele repertoire van dit orkest kennen. In 1770 vertrok hij naar Parijs en werd hofcomponist van de hertog Louis Antoine de Noailles, waar hij ook de componist François-Joseph Gossec leerde kennen. Vanaf 1772 woonde hij in Versailles en schreef daar zijn eerste programmatische symfonie La promenade royale. In Parijs leidde hij ook in afwisseling met zijn jongere broer Antonín de bekende Concerts spirituels.
In 1779 vertrok hij naar Den Haag, waar hij van 1782 tot 1784 aan het hof van Willem V van Oranje-Nassau, Erfstadhouder der Republiek der Verenigde Nederlanden 28 concerten gaf. Bij een van deze concerten, op 23 november 1783, zat de twaalfjarige Ludwig van Beethoven aan de fortepiano. Karel Stamic was een virtuoos op de viool, altviool en viola d'amore. Ook in de volgende jaren deed hij concertreizen, die hem onder andere naar Straatsburg, Londen, Sint-Petersburg, Amsterdam (1782 en 1783) en verschillende Duitse steden bracht.
Hij huwde in 1791 met Maria Josepha Pilz en de familie vertrok naar Greiz.
In 1786 werd in de Berlijnse kathedraal onder zijn leiding de Messiah van Georg Friedrich Händel uitgevoerd. Zijn laatste jaren was hij vanaf 1790 kapelmeester en muziekpedagoog aan de Universiteit van Mannheim en vanaf 1794 in dezelfde positie aan de Universiteit Jena.

## Composities

### Werken voor orkest
- 1772 Symfonie "La promenade royale", programmatische symfonie
- Concert D groot, voor altviool en orkest, op. 1
- Concert A groot, voor altviool en orkest
- Concert, voor bassethoorn en orkest
- Concert Nr. 1 G groot, voor cello en orkest
- Concert Nr. 2 A groot, voor cello en orkest
- Concert Nr. 3 C groot, voor cello en orkest
- Concert D groot, voor fluit en orkest
- Concert G groot, voor fluit en orkest
- Concert Bes groot, voor hobo en orkest
- Concert Nr. 1 F groot, voor klarinet en orkest
- Concert Nr. 2 Bes groot, voor klarinet en orkest
- Concert Nr. 3 Bes groot, voor klarinet en orkest
- Concert Nr. 4 Bes groot, voor klarinet en orkest
- Concert Nr. 5 Es groot, voor klarinet en orkest
- Concert Nr. 6 Bes groot, voor klarinet en orkest
- Concert Nr. 7 Es groot "Darmstädter concert Nr. 1", voor klarinet en orkest
- Concert Nr. 8 Bes groot "Darmstädter concert Nr. 2", voor klarinet en orkest
- Concert Nr. 9, voor klarinet en orkest
- Concert Nr. 10 Bes groot, voor klarinet en orkest
- Concert Nr. 11 Es groot, voor klarinet en orkest
- Concert Bes groot, voor klarinet, fagot en orkest
- Concert Bes groot, voor klarinet, viool en orkest
- Concert Bes groot, voor viool en orkest
- Symfonie Nr. 3 F groot, voor orkest, op. 24
- Symfonie Nr. 4 G groot, voor orkest, op. 16
- Symfonie Nr. 5 C groot, voor orkest, op. 13
- Symfonie D groot "Die Jagd", voor orkest
- Symfonie Es groot, voor orkest
- Sinfonia concertante in D groot, voor viool, altviool en orkest
- Sinfonia concertante in D groot, voor hobo, fagot en orkest
- Sinfonia concertante in C groot
- Sinfonia concertante in Bes groot, voor klarinet, fagot en orkest, op. 47
- 34 verdere Sinfonia concertante

### Werken voor harmonieorkest
- Oktet Nr. 1 Bes groot, voor blazers
- Oktet Nr. 2 Bes groot, voor blazers
- Oktet Nr. 3 Es groot, voor blazers
- Parthia Es groot, voor blazers
- Parthia Nr. 1 Bes groot, voor blazers

### Muziektheater

#### Opera's
| Voltooid in | titel                                                 | aktes | première | libretto |
| ----------- | ----------------------------------------------------- | ----- | -------- | -------- |
| 1787        | Der verliebte Vormund                                 |       |          |          |
| 1800        | Dardanu's Sieg, oder der Triumph der Liebe und Tugend |       |          |          |

### Kamermuziek
- 6 Duos, voor viool en cello, op. 19
- 6 Duos, voor viool en altviool
  1. Duo No. 1 in D groot
  2. Duo No. 2 in d klein
  3. Duo No. 3 in G groot
  4. Duo No. 4 in A groot
  5. Duo No. 5 in C groot
  6. Duo No. 6 in Es groot
- 6 Kwartetten, op. 14
  1. kwartet nr. 1
  2. kwartet nr. 2 G groot
  3. kwartet nr. 3 D groot
  4. kwartet nr. 4
  5. kwartet nr. 5 Bes groot
  6. kwartet nr. 6 A groot
- 4 klarinet-kwartetten
- 6 Trio's, voor fluit, viool en basso continuo
- Kwartet D-groot, voor hobo, viool, altviool en cello, op. 8
- Kwartet Nr. 5 Bes groot, voor fagot, viool, altviool en cello
- Kwartet Nr. 6 F groot, voor fagot, viool, altviool en cello
- Sonate in Bes groot, voor altviool
- Twaalf strijktrio's